# Ирано-афганская граница
Ирано-афганская граница (перс. مرز افغانستان–ایران‎; дари مرز افغانستان و ایران, пушту د افغانستان او ایران پوله‎) — государственная граница между Ираном и Афганистаном общей длиной 921 км от тройного пограничного стыка с границей Туркменистана на севере и до стыка на границе с Пакистаном на юге.

## Описание
Граница начинается на тройном пограничном стыке с Туркменистаном на реке Герируд, откуда берут начало туркмено-афганская и туркмено-иранская границы, а затем идёт по суше к востоку от иранского города Тайбад. Затем граница следует по ряду коротких прямых линий, проходящих через солёные озёра Дарьяче-Намакзар и Дакк-е-Патерган; вдоль этого участка в Афганистан вдаются два участка иранской территории. Средний «турецкий участок» (см. историю границы) состоит из ряда прямых отрезков, проходящих через равнину с несколькими горами на юге, заканчивающихся у горы Кух-Сиах, где граница резко поворачивает на восток. Дорога пересекает озеро Хамун, а затем поворачивает на юг, где следует по течению реки Джуй-э-Сиксар до слияния с рекой Гильменд. Граница затем формируется из длинного прямого отрезка, идущего на юго-запад до точки стыка с Пакистаном у горы Кух-и-Малик Салих.
Граница проходит по крайне засушливому и малонаселённому району, за исключением района Забол-Зарандж, где расположен главный пограничный переход.

## История
Граница между Персией и Афганистаном была установлена в период 1872–1935 годов серией сторонних арбитражей, вытекающих из Парижского договора (1857 г.), в котором Персия и Афганистан согласились передавать любые споры между ними на арбитраж в Великобританию (в то время Великобритания правила Индией, включая территорию современного Пакистана).  Серия стычек между Афганистаном и Персией в 1860-х годах побудила шахиншаха Насера ад-Дина Шаха Каджара обратиться к британцам с просьбой официально оформить афгано-персидскую границу. В 1872 году комитет под руководством сэра Фредерика Джона Голдсмида предложил провести приблизительную границу по линии от Банды до Кух-и-Малик-Сиах (холм на границе современных Афганистана, Ирана и Пакистана) через реку Гильменд. Обе стороны в конечном итоге приняли это предложение, однако в то время оно не было реализовано. 
Граница Голдсмида оказалась неадекватной, особенно с учётом изменения русла Гильменда, и поэтому более точная граница была проведена в три этапа в течение следующих десятилетий: северный участок генералом К. С. Маклином, британским генеральным консулом в Хорасане и Систане, в 1888–1891 годах, южный участок полковником Генри Макмахоном в 1903–1905 годах и, наконец, средний участок турецким генералом Фахреттином Алтаем в 1934–1935 годах.  После каждой демаркации устанавливались пограничные столбы, в результате чего на сухопутных участках границы было установлено в общей сложности 172 столба. 
Сама граница не оспаривалась после 1935 года, однако споры о распределении водных ресурсов в регионе продолжались в течение многих лет и окончательно не были разрешены до 1973 года.

## Пограничные переходы
Нак границе работают три контроль-пропускных пункта:
| Afghan checkpoint       | Iranian checkpoint           |
| ----------------------- | ---------------------------- |
| Ислам-Кала (Герат)      | Тайбад (Хорасан-Резави)      |
| Абу-Наср Фарахи (Фарах) | Махируд (Южный Хорасан)      |
| Зарандж (Нимроз)        | Милак (Систан и Белуджистан) |

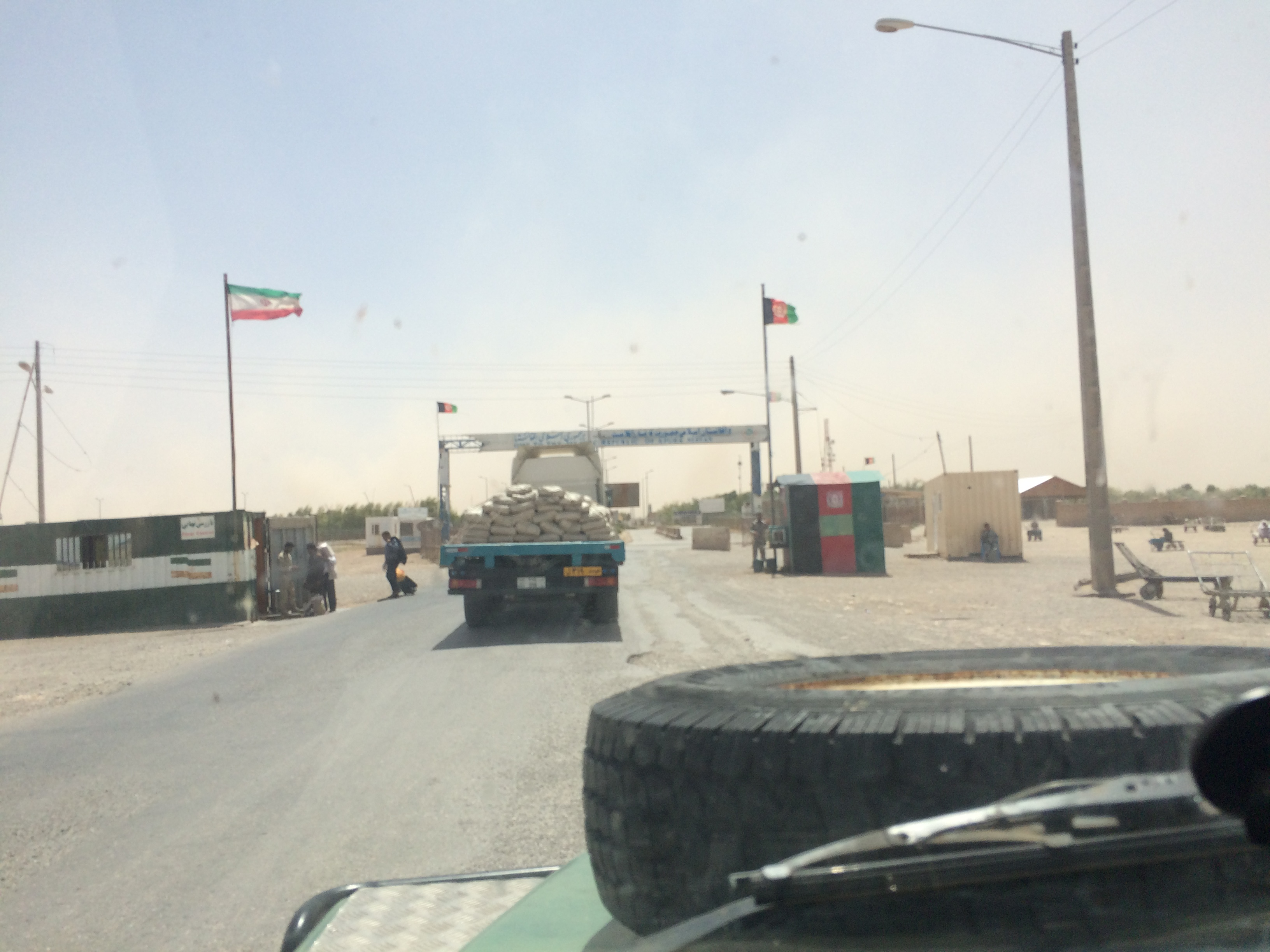
Вид на въезд в Ислам-Калу в Афганистане из Тайбада в Иране
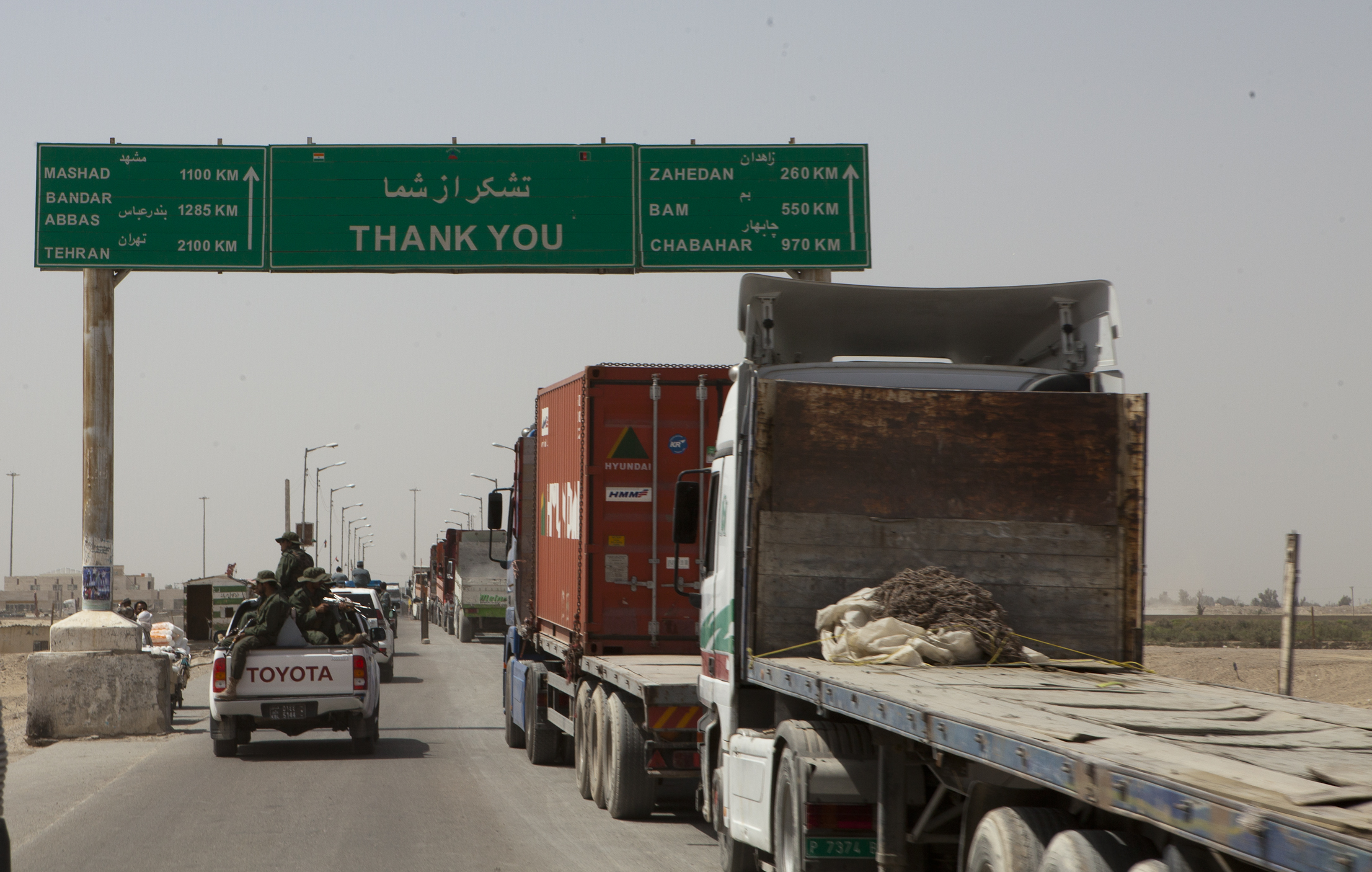
Пограничный переход Абрешам (Шелковый мост) к западу от Заранджа в афганской провинции Нимруз
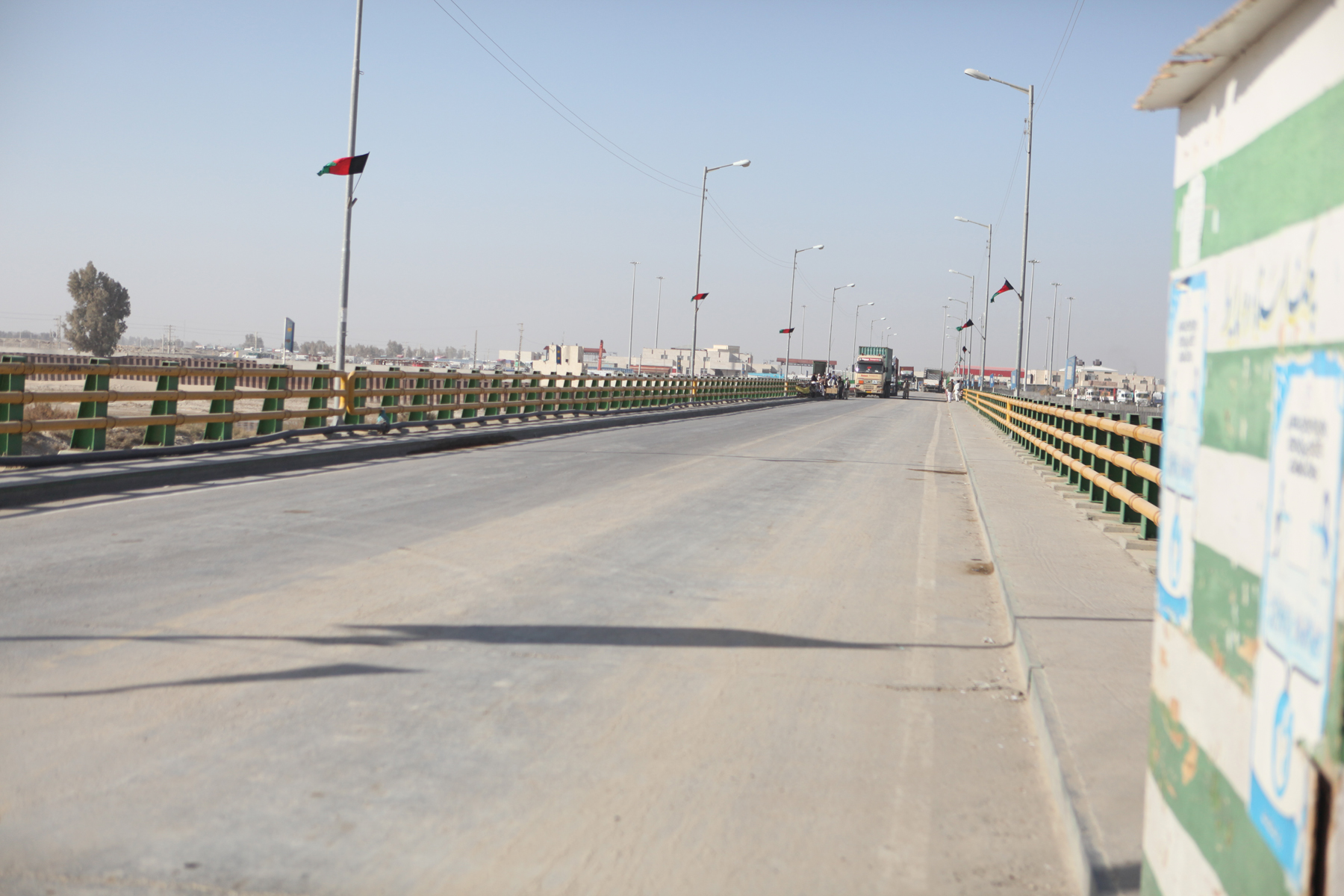
Мост на границе Афганистана и Ирана